# Lestes bipupillatus
Lestes bipupillatus – gatunek ważki z rodziny pałątkowatych (Lestidae). Występuje na terenie Ameryki Południowej.